# Phare de Cape Romain (1827)
Le vieux phare de Cape Romain (en anglais : Cape Romain Light) était un phare situé sur Lighthouse Island au sud-est de McClellanville, dans le Comté de Charleston en Caroline du Sud.
Il se trouve désormais dans le National Wildlife Refuge de  Cape Romain National Wildlife Refuge (en),
Il est inscrit au Registre national des lieux historiques depuis le 12 novembre 1981 sous le n° 81000563.

## Historique
Le premier phare de Cape Romain, une tour conique en brique rouge, a été construit par Winslow Lewis (en) en 1827. Sa lumière fixe rouge était équipée de 11 lampes et de réflecteurs de 21 pouces. Ce phare fut une déception fonctionnelle car la lampe rouge à mèche en huile de baleine ne pouvait être vue au-delà de 9 à 14 milles marins. Il a été désactivé en 1858 et remplacé par le second phare de Cape Romain.
C'est aujourd'hui l'un des rares phares restants de son époque aux États-Unis. Il a survécu à l'ouragan Hugo bien qu'il a été abandonné durant 160 ans.

## Description
Le phare est une tour cylindrique en brique sans lanterne de 20 m de haut.
Identifiant : ARLHS : USA-134 .

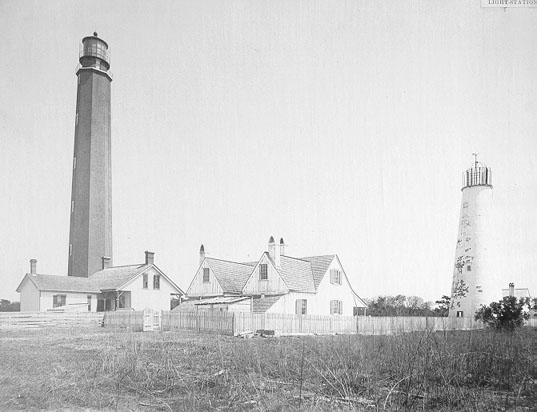
Les deux phares
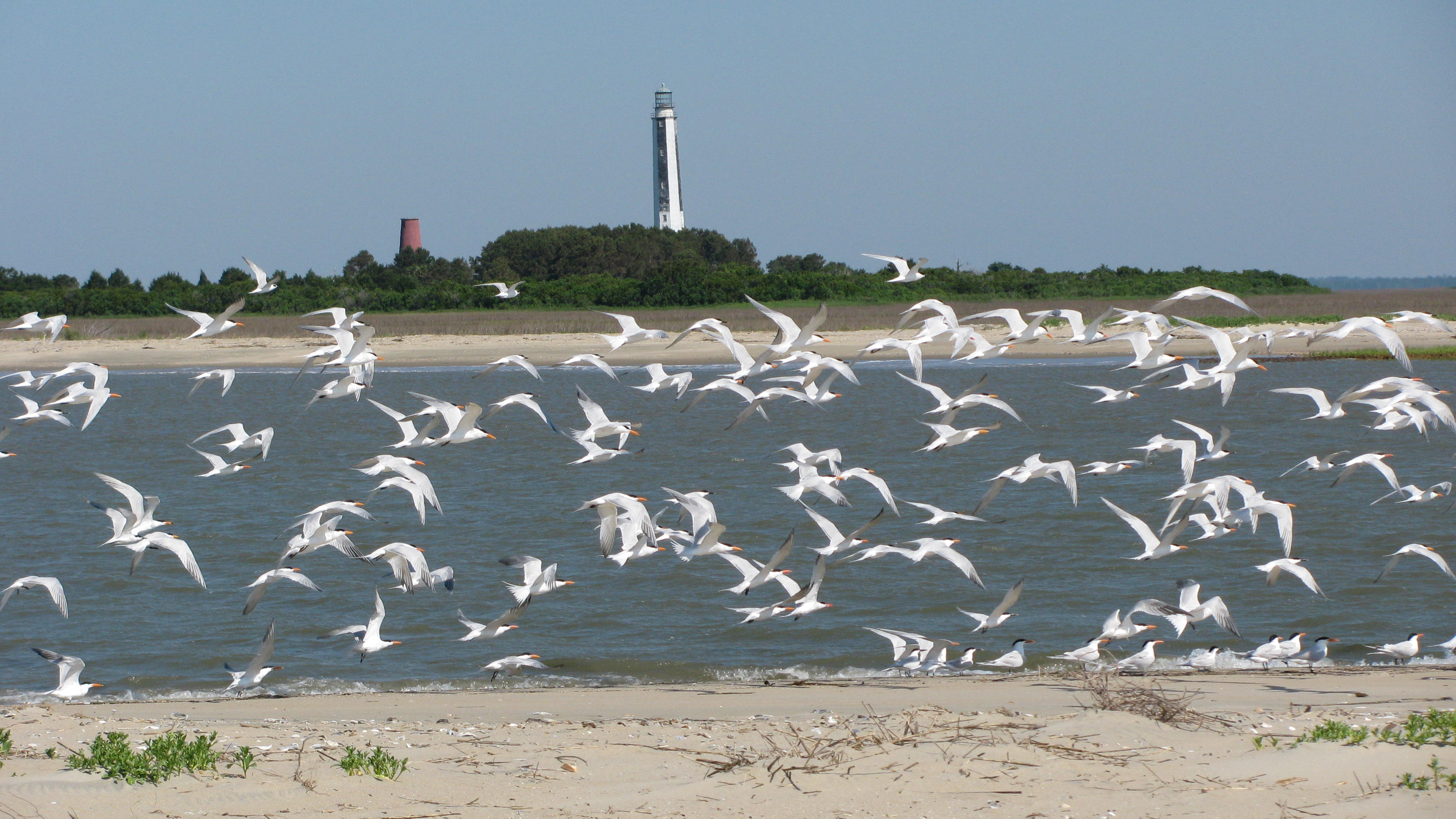
Cape Romain Wildlife Refuge

### Lien connexe
- Liste des phares en Caroline du Sud